# Réserve spéciale du Cap Sainte-Marie
La réserve spéciale du Cap Sainte-Marie est un parc naturel situé dans le sud de Madagascar.

## Géographie
Il se situe à la pointe sud de l'Ile de Madagascar, au Cap Sainte-Marie à 230 km à l'ouest de Tôlanaro et 63 km au sud de Tsihombe.

## Nature
La réserve est surtout connue pour ses tortues terrestres, tortue radiata et Pyxis arachnoides. Jusqu'à 3 000 individus par km² ont été recensées dans la réserve.
Les autres espèces présentes dans la réserve sont :
- le lézard du sable (Chalarodon madagascariensis) qui est endémique de cette région.
- la roussette de Madagascar (Rousettus madagascariensis)
- le Microcèbe gris-roux
- le Boa arboricole de Madagascar